# Cõng anh mà chạy
Cõng anh mà chạy (tiếng Hàn: 선재 업고 튀어; Tiếng Anh: Lovely Runner) là một bộ phim truyền hình Hàn Quốc năm 2024 với sự tham gia của Byeon Woo-seok và Kim Hye-yoon. Bộ phim được dựa trên một tiểu thuyết có tựa đề Tomorrow's Best (The Best of Tomorrow) được họa sĩ minh họa Doong Doong đăng nhiều kỳ dưới dạng webtoon. Phim được phát sóng trên tvN từ ngày 8 tháng 4 năm 2024 đến ngày 28 tháng 5 năm 2024, thứ Hai và thứ Ba hàng tuần lúc 20:50 (KST). Nó cũng có sẵn để phát trực tuyến trên TVING ở Hàn Quốc, U-Next ở Nhật Bản, Vidio ở Indonesia, Viki và Viu ở một số khu vực được chọn.

## Tóm tắt
Bộ phim kể về hành trình của Im Sol, một fan hâm mộ cuồng nhiệt của thần tượng Ryu Sun-jae. Sol, một cô gái có ước mơ được trở thành đạo diễn, nhưng vì một tai nạn đã khiến cô bị liệt, đành phải từ bỏ khi còn đang dang dở. Và vào lúc đó, cô tìm thấy được niềm an ủi trong âm nhạc của Sun-jae. Tuy nhiên, bi kịch lại ập đến khi Sun-jae chết do tự sát, khiến Sol suy sụp. Nhưng số phận lại có những kế hoạch khác khi Sol tỉnh dậy trong một lớp học 15 năm về trước. Coi đây là cơ hội từ Thiên đường, cô thề sẽ thay đổi vận mệnh của cả hai.

## Diễn viên

### Chính
- Byeon Woo-seok vai Ryu Sun-jae[5]

Một ngôi sao hàng đầu có tất cả mọi thứ, từ ngoại hình đẹp đến tài năng và sự quyến rũ. Anh ấy là một cựu vận động viên bơi lội sau trở thành ca sĩ và diễn viên, nhưng cuộc đời làm người nổi tiếng của anh ấy không kết thúc tốt đẹp, cuối cùng dẫn đến cái chết đáng tiếc của anh.
- Kim Hye-yoon vai Im Sol[6]

Một cô gái dễ thương và đáng yêu đã từ bỏ ước mơ trở thành đạo diễn phim sau khi bị bị liệt hai chân.
- Song Geon-hee vai Kim Tae-sung[7]

Một ulzzang với vẻ ngoài rực rỡ. Anh ấy là tay bass của ban nhạc Eclipse ở trường trung học và là cảnh sát ở thời điểm hiện tại.
- Lee Seung-hyub vai Baek In-hyuk[8]

Một chàng trai thân thiện, dễ hòa đồng. Anh ấy là bạn thân nhất của Sun-jae, đồng thời là leader và tay guitar của ban nhạc nổi tiếng Eclipse.

### Phụ

#### Những người xung quanh Sol
- Jung Young-ju vai Park Bok-soon[9]

Bà mẹ đơn thân kiên cường của Sol. Cô quản lý một cửa hàng DVD đang gặp khó khăn trong khi nuôi hai đứa con và chăm sóc mẹ già.
- Seong Byeong-suk vai Jung Mal-ja[10]

Người bà tốt bụng và thông thái của Sol.
- Song Ji-ho vai Im Geum[11]

Anh trai của Sol. Anh là một diễn viên đầy tham vọng và đam mê diễn xuất nhưng lại liên tục bị từ chối trong các buổi thử vai.
- Seo Hye-won vai Lee Hyun-joo[12]

Bạn thân nhất của Sol. Cô ấy mạnh dạn, sắc sảo và bướng bỉnh trong mọi việc.

#### Những người xung quanh Sun-jae
- Kim Won-hae vai Ryu Geun-deok[10]

Cha của Sun-jae và chủ sở hữu của Nhà Galbit.
- Ahn Sang-woo vai Đại diện Kim[10]

Giám đốc điều hành công ty JNT của Sun-jae.
- Lee Il-jun vai Park Dong-suk[13]

Quản lý của Sun Jae.

#### Những người xung quanh Tae Sung
- Park Yoon-hee vai Thám tử Kim[14]

Cha của Tae-sung, là một thám tử kỳ cựu với 20 năm kinh nghiệm.
- Kim Hwi-gyu vai Cha Yi-seul[14]

Bạn của Tae-sung, có vẻ ngoài phong trần nhưng lại có cái tên đẹp đẽ.

#### Người của JNT
- Moon Yong-suk vai Hyun-soo[10]

Tay trống của ban nhạc Eclipse.
- Yang Hyuk vai Jay[15]

Một tay bass và là thành viên trẻ nhất của ban nhạc Eclipse.

#### Học sinh trường trung học Jagam
- Lee Chul-woo vai Kim Hyung-gu

Thành viên của câu lạc bộ bơi lội trường trung học Jagam và tự xưng là đối thủ của Sun-jae.
- Kim Hyun-kyu vai Choi Hyun-gu

Bạn của Sun-jae trong đội bơi trường trung học Jagam.
- Jung Kang-hee vai Huấn luyện viên Ahn

Huấn luyện viên đội bơi trường trung học Jagam.
- Oh Se-young vai Choi Ga-hyun[16]

Bạn gái cũ của Tae Sung.

### Khác
- Heo Hyeong-Gyu vai Kim Young-Soo

Một tài xế taxi có mối hận thù với Sol và Sun-jae.
- Ko Tae-jin vai Choi Jeong-hoon[17]

Một nhân viên của rạp chiếu phim nơi Im Sol nộp đơn xin phỏng vấn.

### Xuất hiện đặc biệt
- Park Tae-hwan vai chính mình[18]

Một vận động viên bơi lội dự định thể hiện kỹ năng bơi lội của mình cùng với Sun-jae.
- Kwon Yu-ri vai chính cô ấy[19]

Thành viên của nhóm nhạc nữ huyền thoại Girls' Generation
- Han Seung-yeon vai DJ đài phát thanh[20]
- Lee Soo-ji vai Bà ngoại
- Kim Min-gi vai Park Do Jun